# Triglops murrayi
Triglops murrayi és una espècie de peix pertanyent a la família dels còtids.

## Descripció
- El mascle fa 20 cm de llargària màxima i la femella 15,9.[6][7]

## Alimentació
Menja poliquets i crustacis.

## Depredadors
És depredat per Paralichthys dentatus (als Estats Units), Hippoglossoides platessoides (a Noruega) i Raja radiata.

## Hàbitat
És un peix marí, demersal, no migratori i de clima temperat (79°N-41°N, 95°W-45°E) que viu entre 7 i 530 m de fondària.

## Distribució geogràfica
Es troba a l'Atlàntic nord: des de Cap Cod (Massachusetts, els Estats Units) fins a la badia d'Ungava (el Canadà), Groenlàndia, Islàndia i la costa atlàntica de l'Europa del Nord.

## Observacions
És inofensiu per als humans.